# Leuctra dalmoni
Leuctra dalmoni is een steenvlieg uit de familie naaldsteenvliegen (Leuctridae). De wetenschappelijke naam van de soort is voor het eerst geldig gepubliceerd in 2007 door Vinçon.